# 2019년 스리랑카 부활절 폭탄 테러
2019년 스리랑카 부활절 폭탄 테러는 부활절인 2019년 4월 21일 스리랑카의 최대 도시 콜롬보를 비롯한 전국 8곳에서 동시 다발적으로 폭탄 테러가 발생한 사건이다. 콜롬보를 포함한 여러 도시에 있는 기독교 교회와 고급 호텔이 표적이 되어 종교적 목적을 가진 테러로 추정되었다. 수니파 극단주의조직 IS가 테러 이틀 후 배후를 자처했다. 적어도 35개국의 외국인과 3명의 경찰관을 포함한 290명이 사망하고 500명 이상이 부상을 입었다. 그리고 이 여파로 같은 해 6월 11일 콜롬보에서 열릴 예정이었던 스리랑카 대 마카오와의 2022년 FIFA 월드컵 아시아 지역 1차 예선 2차전 경기는 마카오 축구 협회가 불참 통보를 보내오면서 스리랑카 대표팀의 3-0 몰수승으로 마무리됐다.